# Wöltendorf
Wöltendorf (fränkisch: Wöldndoaf) ist ein Gemeindeteil der Stadt Wolframs-Eschenbach im Landkreis Ansbach (Mittelfranken, Bayern). Wöltendorf liegt in der Gemarkung Reutern.

## Geografie
Beim Weiler entspringt der Wöltendorfer Graben, ein rechter Zufluss des Zandtbachs. 0,5 km südlich liegt die Flur Schmalzbuck. Die Kreisstraße AN 12 führt nach Wolframs-Eschenbach (2,3 km südlich) bzw. nach Wattenbach (1,4 km nördlich). Gemeindeverbindungsstraßen führen nach Gotzendorf (1,5 km westlich) und Reutern (2 km südöstlich).

## Geschichte
Der Ort wurde im Würzburger Lehenbuch, das zwischen 1303 und 1313 entstanden ist, in der Liste der Besitzungen der Herren von Heideck erstmals urkundlich erwähnt. Die Heidecker übten im Ort die Vogtei über 31⁄2 Huben aus. 1407 wurde der Ort als „Weltendorffe“ erwähnt. Das Bestimmungswort ist der Personenname „Walto“ bzw. „Welto“. Eine Person dieses Namens ist als Gründer der Siedlung anzunehmen.
Im Salbuch des nürnbergischen Pflegamtes Lichtenau von 1515 wurden für Wöltendorf 8 Untertansfamilien angegeben: 1 Untertan unterstand der Reichsstadt Nürnberg, 5 Untertanen dem Stadtvogteiamt Eschenbach des Deutschen Ordens und 2 Untertanen dem Ansbacher Bürger Friedrich Stetner. In der Amtsbeschreibung des Pflegamtes Lichtenau aus dem Jahr 1748 zählte „Wöltendorff“ zur Hauptmannschaft Immeldorf. Es gab 9 Untertansfamilien, von denen 3 nürnbergisch waren.
Gegen Ende des 18. Jahrhunderts gab es in Wöltendorf 9 Anwesen und ein Gemeindehirtenhaus. Das Hochgericht übte das brandenburg-ansbachische Kasten- und Stadtvogteiamt Windsbach aus mit Ausnahme von zwei Anwesen, über die das Pflegamt Lichtenau das Hochgericht ausübte. Die Dorf- und Gemeindeherrschaft hatte das Stadtvogteiamt Eschenbach. Grundherren waren der Deutsche Orden (Stadtvogteiamt Eschenbach: 1 Söldengütlein; Almosenamt Eschenbach: 1 Halbhof; Deutschordenskommende Nürnberg: 1 Hof, 1 Gut), das Pflegamt Lichtenau (2 Güter), der Nürnberger Eigenherr von Tucher (1 Halbhof) und das Rittergut Obermögersheim (1 Hof, 1 Halbhof). Von 1797 bis 1808 unterstand der Ort dem Justiz- und Kammeramt Windsbach.
Im Rahmen des Gemeindeedikts wurde Wöltendorf dem 1808 gebildeten Steuerdistrikt Sauernheim und der 1810 gegründeten Ruralgemeinde Sauernheim zugeordnet. Mit dem Zweiten Gemeindeedikt (1818) wurde Wöltendorf in die neu gebildete Ruralgemeinde Reutern umgemeindet. Diese wurde am 1. Januar 1972 im Zuge der Gebietsreform in Bayern nach Wolframs-Eschenbach eingemeindet.

### Einwohnerentwicklung
| Jahr      | 001818 | 001840 | 001861 | 001871 | 001885 | 001900 | 001925 | 001950 | 001961 | 001970 | 001987 | 002012 | 002014 | 002020 |
| Einwohner | 133    | 53     | 58     | 49     | 61     | 55     | 56     | 66     | 54     | 54     | 41     | 36     | 34     | 28     |
| Häuser    | 21     | 9      |        |        | 8      | 10     | 10     | 10     | 10     |        | 9      |        |        |        |
| Quelle    | [ 17 ] | [ 18 ] | [ 19 ] | [ 20 ] | [ 21 ] | [ 22 ] | [ 23 ] | [ 24 ] | [ 25 ] | [ 26 ] | [ 27 ] |        |        | [ 1 ]  |

## Religion
Der Ort ist seit der Reformation gemischt konfessionell. Die Einwohner evangelisch-lutherischer Konfession sind nach St. Georg (Immeldorf) gepfarrt, die Einwohner römisch-katholischer Konfession nach Liebfrauenmünster (Wolframs-Eschenbach).